# Hampton (Connecticut)
Pour les articles homonymes, voir Hampton.
Hampton est une ville américaine située dans le comté de Windham au Connecticut.
Hampton devient une municipalité en 1786.

## Démographie
| 1820  | 1850 | 1860 | 1870 | 1880 | 1890 |
| ----- | ---- | ---- | ---- | ---- | ---- |
| 1 313 | 946  | 936  | 891  | 827  | 632  |

| 1900 | 1910 | 1920 | 1930 | 1940 | 1950 |
| ---- | ---- | ---- | ---- | ---- | ---- |
| 629  | 583  | 475  | 511  | 535  | 672  |

| 1960 | 1970  | 1980  | 1990  | 2000  | 2010  |
| ---- | ----- | ----- | ----- | ----- | ----- |
| 934  | 1 129 | 1 322 | 1 578 | 1 758 | 1 863 |

Selon le recensement de 2010, Hampton compte 1 863 habitants. La municipalité s'étend sur 25,50 milles carrés (66,04 km2), dont 25,09 milles carrés (64,98 km2) de terres.